# 토론토 카톨릭 교육청
토론토 가톨릭 교육청 (Toronto Catholic District School Board, TCDSB, 1999년 이전에는 영어교육 독립지구 교육 위원회 40호 English-language Separate District School Board No. 40으로 알려졌었음 )은 캐나다 온타리오주 토론토에 있는 영어교육 사립 공교육 위원회로, 본부가 노스 요크에 있다. 토론토시에 있는 두 개의 영어 공교육 위원회 중 하나로서 과거 자치구였던 스카버러, 노스 요크, 요크, 이스트 요크, 올드 토론토 및 이토비코 지역에서 교육 서비스를 제공한다. 92,000명의 학생이 있는 토론토 카톨릭 교육청(TCDSB)은 캐나다에서 가장 큰 교육 위원회 중 하나이며, 공공기금으로 운영되는 세계에서 가장 큰 가톨릭 교육 위원회이다. 1998년까지는 영어권과 프랑스어권으로 분리된 교육기구를 가진 광역도시 독립 교육위원회 (MSSB, Metropolitan Separate School Board)로 알려졌다.

## 역사
1953년 4월 2일, 공식적으로 광역 토론토시 로마 카톨릭 독립 교육 위원회(Metropolitan Toronto Roman Catholic Separate School Board, MTRCSSB )로 알려진 광역도시 독립 교육 위원회는(MSSB, Metropolitan Separate School Board ),  메트로 토론토에 있는 여러 독립 교육 위원회의 합병을 통해 토론토에 있는 공공기금으로 운영되는 로마 카톨릭 학교의 관리 기관으로 구성되었다. 그 합병은 수도권 독립 교육위원회법인 법안 37호(Bill 37, The Metropolitan Separate School Board Act)를 통해 통과되었다.
전성기에는 185개의 영어교육 초등학교와 6개의 프랑스어 교육 초등학교, 41개의 영어교육 및 1개의 프랑스어 교육 중등 학교가 1990년에 운영되었으며 100,000명의 학생이 광역도시 독립 교육위원회(MSSB) 소속 학교에 다녔다. 광역도시 독립 교육위원회(MSSB)는 1988년 광역토론토 교육 위원회 (MTSB, Metropolitan Toronto School Board)로부터 이전된 7개의 고등학교를 인수했으며 그 중 하나는 1968년 이후 광역토론토 교육 위원회에게 빼았겼던  프랑스어 교육 가톨릭 고등학교입니다 광역도시 독립 교육위원회(MSSB)는 당시 캐나다에서 가장 큰 교육청이었다.
1997년 광역도시 독립 교육 위원회(MSSB)는 학교 이사회 축소법104호 법안 (Bill 104, Fewer School Boards Act)에 의해 이사회가 재편되어 영어 교육 학교와 프랑스어 교육 학교로 분리되었다. 기존의 광역도시 독립 교육위원회(MSSB)는 영어교육 독립지구 교육 위원회 40호로 명칭이 변경되었다가, 1999년에 토론토 가톨릭 교육청(TCDSB)로 다시 이름을 변경하였다. 동시에 과거 광역도시 독립 교육위원회(MSSB)에 속해있던 프랑스어 교육 분과 (Section de langue française)는 새로운 프랑스어 교육 독립 지구 교육 위원회 64호 (French-language Separate District School Board No. 64)의 일부가 되었고, 이것은 나중에 프랑스어 교육 카톨릭 교육청(Conseil scolaire de district catholique Centre-Sud.)이 되었다.

## 같이 보기
- 토론토 지구 교육청